# Pieter Kortekaas

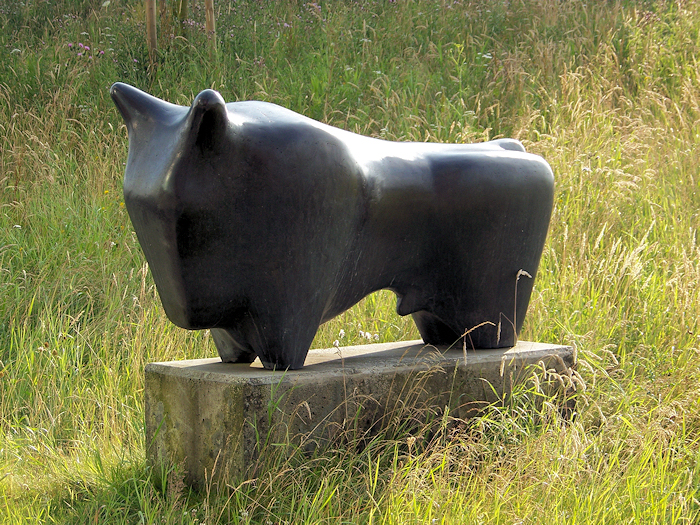
"De Stier" (1969), Emmen

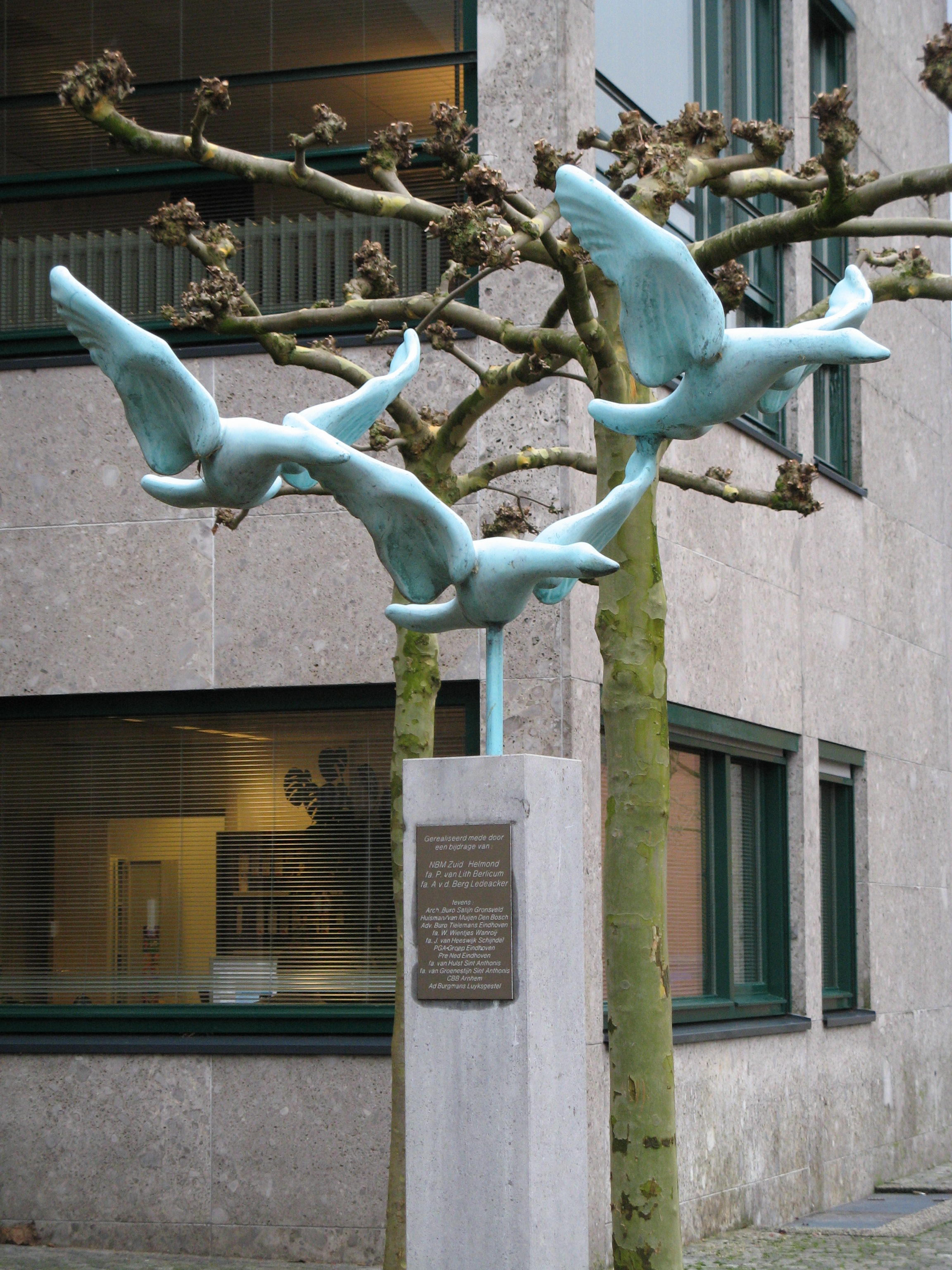
"Vogelvlucht" (1997), Sint Anthonis

Petrus Johannes Maria (Pieter) Kortekaas (Beuningen, 17 augustus 1943) is een Nederlandse beeldhouwer.

## Leven en werk
Pieter Kortekaas woonde tijdens de bouw van de Berlijnse Muur in Berlijn.  Deze bouw had grote invloed op zijn latere werk. Vanaf 1980 begon Kortekaas zich definitief te richten op het werken met brons.
Naast een expositie op de Keukenhof in Lisse, zijn vele beelden van Kortekaas te zien in de openbare ruimte. De kunstenaar woont en werkt in Sint Anthonis.

## Werken (selectie)
- 1969 : De Stier, politiebureau in Emmen
- 1970:  Man Vrouw Leven, Goorseweg 53, Ottersum
- 1970:  Wervel, Goorseweg 53, Ottersum
- 1971 : De Stier, Maasstraat Gennep
- 1997 : Vogelvlucht, De Merret in Sint Anthonis
- 1982 : De Stapeling, Weijerpark , Boxmeer
- 1987 : Lotusbloem, Grotestraat-Maasveld, Cuijk
- 2003 : Aphrodite, Gemeentehuis in Uden